# 阿斯特蕾 (塞薩爾省)

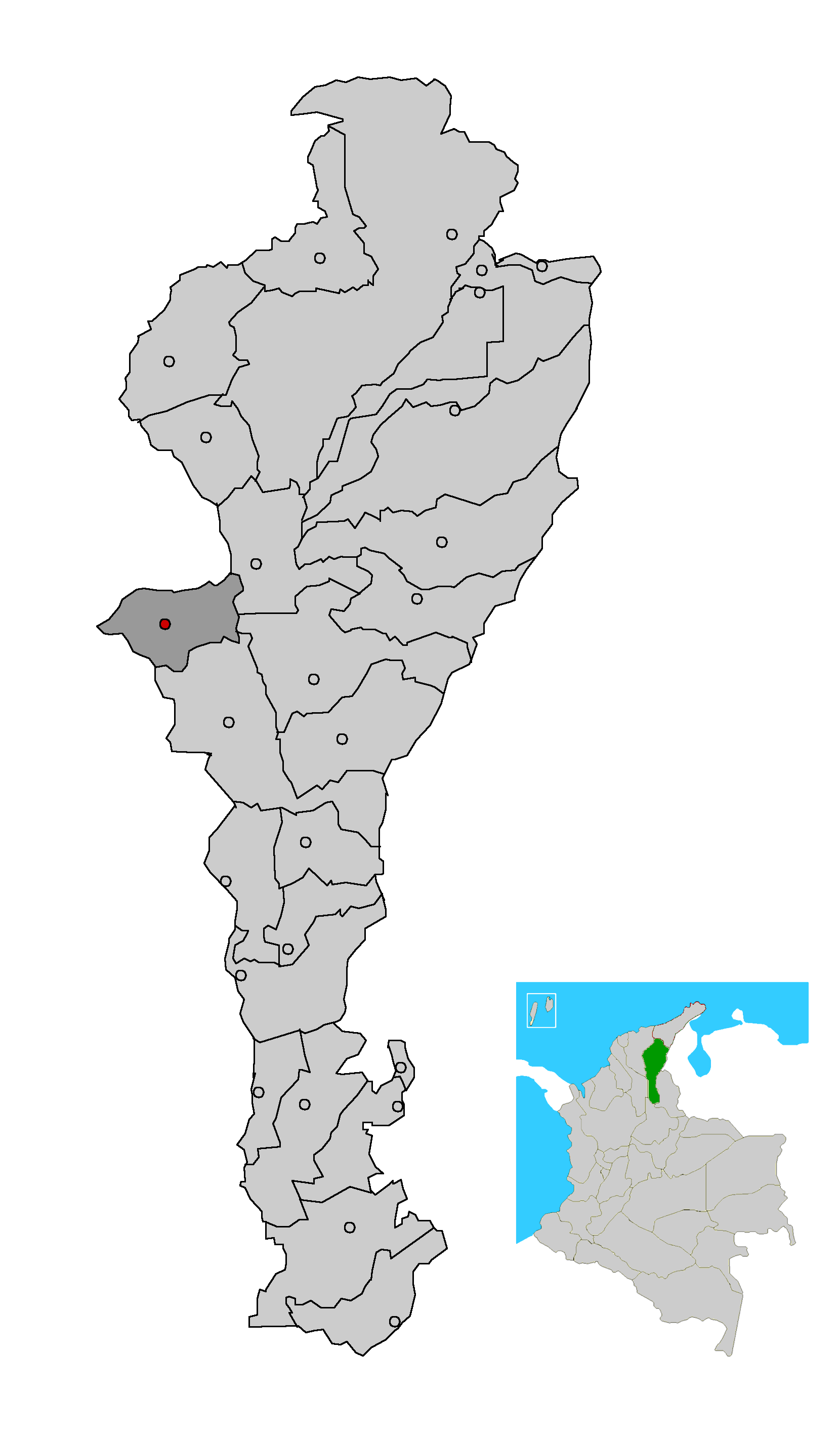
阿斯特蕾地理位置

阿斯特蕾是哥倫比亞的城鎮，位於該國東北部，由塞薩爾省負責管轄，始建於1936年4月18日，面積563平方公里，海拔高度311米，主要經濟活動是農業，2005年人口18,394。

## 外部連結
- （西班牙文） Government of Cesar Department: Astrea
- （西班牙文） Astrea official website
- （西班牙文） Departamento Nacional de Estadistica - Astrea.（页面存档备份，存于）

9°30′N 73°59′W / 9.500°N 73.983°W